# شون مكينتوش
شون مكينتوش (و. 1985  م) هو مهندس، وسائق سيارة سباق  كندي، ولد في مابل ريدج، كولومبيا البريطانية.